# William Cooley (géographe)
Pour les articles homonymes, voir William Cooley et Cooley (homonymie).
William Desborough Cooley est un géographe irlandais, né à Dublin le 16 mars 1795 et mort à Londres le 1er mars 1883. Il s'intéressa notamment à l'Afrique centrale et à l'Afrique de l'Est.

## Biographie
Fils de William Cooley, avocat, et petit-fils de l'architecte Thomas Cooley, il étudie au Trinity College, à Dublin, de 1811 à 1816.
Cooley est élu membre de la Royal Geographical Society de Londres en 1830 et fonde la Hakluyt Society en 1846.

## Publications sélectives
- The History of Maritime and Inland Discovery, 3 vol., 1830-1831.
- The Negroland of the Arabs examined and explained; or, an Inquiry into the early History and Geography of Central Africa, 1841.
- The World surveyed in the XIX Century; or Recent Narratives of Scientific and Exploratory Expeditions translated, and, where necessary, abridged, 2 vol., 1845–8.
- Inner Africa laid open, 1852.
- Claudius Ptolemy and the Nile; or an inquiry into that geographer's real merits and speculative errors, his knowledge of Eastern Africa, and the authenticity of the Mountains of the Moon, 1854.
- The Memoir on the Lake Regions of East Africa reviewed, 1864 (en réponse à une lettre de Richard Francis Burton).

## Sources
- Thompson Cooper (en), « Cooley, William Desborough », Dictionary of National Biography, Volume 12, London: Smith, Elder & Co., 1885-1900.
- Roy Bridges (en), « Cooley, William Desborough », Oxford Dictionary of National Biography, Oxford University Press.